# Спартак (Суботиця)
«Спартак Ждрепчева Крв» (серб. Спартак Ждрепчева Крв) — сербський футбольний клуб із Суботиці, заснований 21 квітня 1945 року. Виступає у сербській Суперлізі. До 2008 року мав назву «Спартак». У 2008 році об'єднався з клубом «Златибор Вода» з Хоргоша, що вийшов до першої ліги.

## Історія
Після розпаду ЖАКу (клубу, що грав у міжвоєнний період до 1945 року) гравці, які не схотіли йти до жодної з новоутворених команд («Раднички» або «Граджанський»), вирішили утворити «Спартак». Клуб було названо прізвиськом славетного суботицького атлета та командувача у Другій світовій війні Йована Микича — Спартак. Клуб був дуже активним у перші роки свого існування, чимало гравців «Спартака» згодом представляли найкращі клуби країни, а також виступали закордоном, деяких залучали до національної збірної Югославії.
Суботицький «Спартак» є найуспішнішим клубом північної Воєводини. Команда брала участь у першому повоєнному чемпіонаті Югославії 1946-47 років. Відтоді клуб блукає між першою та другою лігами, а його найбільшим успіхом була участь у фіналі національного кубка 1993-94 років, де «Спартак» поступився столичному «Партизану» 1:6.

## Попередня емблема

## Стадіон

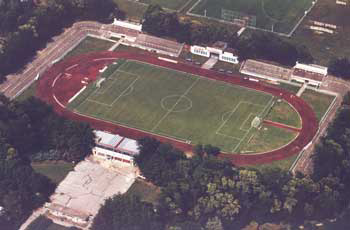
Міський стадіон Суботиця

Міський стадіон «Суботиця» (Gradski stadion Subotica) є домашньою ареною «Спартака» з 1945 року. Стадіон вміщує 25 000 осіб. Окрім футбольного поля він містить ще й бігову доріжку. Частина стадіону є під накриттям. Поруч є ще два футбольні поля.

## Відомі гравці
- Мілош Цетина
- Зоран Димитрієвич
- Мілорад Джуканович
- Мілош Ґлончак
- Лайош Яковетич
- Ґойко Яньїч
- Душан Маравич
- Драґан Миранович
- Деян Кекезович
- Оґнєн Короман
- Золтан Куюнджич
- Зоран Кунтич
- Слободан Кустудич
- Ранко Лешков
- Зоран Любинкович
- Тихомир Оґнянов
- Бела Палфі
- Антал Пухалак
- Звонко Рашич
- Антун Радинський
- Дімітріє-Діша Стефанович
- Йожеф-Йошка Такач
- Антал Тапишка
- Томіслав Таушан
- Неманья Видич
- Нікола Жигич